# Liste des navires-hôpitaux coulés pendant la Seconde Guerre mondiale
Pendant la Seconde Guerre mondiale, de nombreux navires-hôpitaux ont été attaqués, intentionnellement ou par erreur d'identité. Ceux-ci furent coulés par torpillage, heurt d'une mine, une attaque de surface ou simplement par erreur humaine. Ces cibles faciles pouvaient transporter des centaines de soldats blessés depuis les lignes de front.
Les navires-hôpitaux devraient se parer de grandes croix rouges  ou de croissants rouges . Cela ne les préservait pas toujours, le HS Awa Maru arborait bien des croix blanches sur le côté, bien éclairées, lorsqu'il fut coulé.

## Navires hospitaliers coulés
| Nom                                        | Image             | Nationalité        | Date              | Localisation du naufrage                                                                                     | Cause | Victimes      | Note   |
| ------------------------------------------ | ----------------- | ------------------ | ----------------- | --- | --- | ------------- | ------ |
| HS Andros                                  |                   | Grèce              | 23 avril 1941     | À Loutraki (à l'ouest du canal de Corinthe)                                                                  | Coulé par un avion italien | ?             | [ 1 ]  |
| Armenia                                    | HS Armenia        | URSS               | 7 novembre 1941   | En transit de Yalta à Gurzuf (44°15′00″N 34°17′00″E / 44.25000°N 34.28333°E)                                 | Torpillé par des bombardiers allemands He-111H | Plus de 5 000 | [ 2 ]  |
| Arno                                       | HS Arno           | Italie             | 10 septembre 1942 | Environ 40 miles au nord-est de Ras el Tin (33°14′00″N 23°23′00″E / 33.23333°N 23.38333°E)                   | Coulé par des torpilles aériennes de la RAF | 27            | [ 3 ]  |
| Asahi Maru                                 |                   | Japon              | 17 août 1945      | À l'ouest d'Ushijima, à 1,25 mile au large de Bizan Seto (mer intérieure)                                    | Collision avec le pétrolier Manju Maru, puis échoué. Abandonné en tant que perte totale | –             | [ 4 ]  |
| HS Attiki                                  |                   | Grèce              | 11 avril 1941     | Au large de Carystos                                                                                         | Bombardé et coulé par des bombardiers en piqué allemands Stuka à 23 h 30 alors que les grandes croix rouges étaient bien éclairées. L'un des Stuka mitrailla les survivants se débattant dans l'eau | 28            | [ 5 ]  |
| HS Awa Maru                                |                   | Japon              | 1er avril 1945    | À l'ouest d'Ushijima, à 2 km au large de Bizan Seto (mer intérieure)                                         | Coulé par le sous-marin américain USS Queenfish | 2 003         | [ 6 ]  |
| SS Berlin III                              | HS Berlin         | Allemagne nazie    | 31 janvier 1945   | 8 miles du port à Novorossiïsk et 2 miles du rivage (44°36′15″N 37°52′35″E / 44.60417°N 37.87639°E)          | Heurte une mine et est remorqué à Kiel. En chemin, il heurte une autre mine et est transporté jusqu'à une plage où l'on sauva tous ses équipements avant de l'abandonner                            | 423           |        |
| HS Buenos Aires Maru                       |                   | Japon              | 27 novembre 1943  | Au large de l'île Saint-Matthias dans le détroit de Steffen (02°40′00″S 149°20′00″E / 2.66667°S 149.33333°E) | Bombardé par des avions de combat américains | 158           | ,      |
| HS California                              |                   | Italie             | 11 August 1941    | Port de Syracuse                                                                                             | Torpillé et coulé par des torpilles aériennes britanniques | 10            | [ 10 ] |
| AHS Centaur                                | AHS Centaur       | Australie          | 14 mai 1943       | Au large de l'île Stradbroke-Nord, Queensland                                                                | Torpillé par le sous-marin japonais I-177 | 268           | [ 11 ] |
| HS Città di Trapani                        |                   | Italie             | 1er décembre 1942 | 11 miles à l'est de l'île dei Cani (au large de Bizerte)                                                     | Heurté par une mine marine | 5             |        |
| HS Dronning Maud                           | HS Dronning Maud  | Norvège            | 1er mai 1940      | Près de Gratangen, Norvège                                                                                   | Coulé par des avions de combat allemands | 42            | [ 12 ] |
| HS Esperos                                 |                   | Grèce              | 21 avril 1941     | Au large de Missolonghi, Grèce                                                                               | Coulé par des avions de combat allemands | ?             | [ 13 ] |
| SS Op Ten Noort renommé :Hikawa Maru No. 2 | AHS Centaur       | Pays-Bas Japon     | 17 août 1945      | Baie de Wakasa                                                                                               | Sabordé avec des charges explosives, pour couvrir des crimes de guerre (14 août 1945) | 0             | ,      |
| SS Maid of Kent                            | HMHS Maid of Kent | Royaume-Uni        | 21 mai 1940       | Port de Dieppe                                                                                               | Bombardé par avions de combat allemands | 43            | ,      |
| HMHS Newfoundland                          | HMHS Newfoundland | Royaume-Uni        | 13 septembre 1943 | 40 milles marins au large de Salerne, Italie (40°13′00″N 14°21′00″E / 40.21667°N 14.35000°E)                 | Bombardé par des avions de combat allemands. Après avoir brûlé pendant deux jours, il fut coulé par les tirs des destroyers USS Mayo et Plunkett.                                                   | 21            | [ 18 ] |
| HMHS Paris                                 |                   | Empire britannique | 2 juin 1940       | Au large de Dunkerque                                                                                        | Bombardé par des avions de combat allemands | ?             | ,      |
| HS Po                                      |                   | Italie             | 14 mars 1941      | Baie de Valona, Albanie, à 1,2 mile au large de Crionerò (40°22′00″N 19°28′00″E / 40.36667°N 19.46667°E)     | Coulé par un bombardier-torpilleur britannique | 24            | [ 21 ] |
| HS Ramb IV                                 | RambIV            | Italie Royaume-Uni | 10 mai 1942       | Au large d'Alexandrie                                                                                        | Bombardé et coulé par des avions de combat allemands | 165           | [ 22 ] |
| HS Sicilia                                 |                   | Italie             | 4 avril 1943      | Port de Naples                                                                                               | Bombardé et coulé par des avions de combat américains | ?             | [ 23 ] |
| HS Sokratis                                |                   | Grèce              | 22 avril 1941     | Antíkyra | Coulé par des avions de combat allemands | ?             | [ 24 ] |
| HMHS St David                              |                   | Empire britannique | 24 janvier 1944   | 25 miles au large d'Anzio                                                                                    | Coulé par des avions de combat Hs-293 allemands | 96            | ,      |
| SS Tevere                                  |                   | Italie             | 17 février 1941   | Au large de Tripoli                                                                                          | Heurté par une mine marine | 4             | [ 27 ] |
| HS Tübingen                                |                   | Allemagne nazie    | 18 novembre 1944  | 3,5 miles au sud du cap Premantura Pula (Pola)                                                               | Attaqué par deux Beaufighters britanniques | 6             | [ 28 ] |
| HMHS Talamba                               | SS Talamba        | Empire britannique | 10 juillet 1943   | Au large de Syracuse lors des débarquements amphibies de la Sicile                                           | Bombardé et coulé par un avion italien lors de l'embarquement des blessés | 5             | ,      |
| Ural Maru                                  |                   | Japon              | 24 septembre 1944 | Mer de Chine méridionale à environ 240 kilomètres à l'ouest de Luçon                                         | Torpillé par le sous-marin américain USS Flasher | ?             |        |
| Wilhelm Gustloff                           | Wilhelm Gustloff  | Allemagne nazie    | 30 janvier 1945   | Mer Baltique                                                                                                 | Torpillé par le sous-marin soviétique S-13 | 5 300         | [ 31 ] |